# Abraham Gancwajch
Abraham Gancwajch (ur. 1902 w Częstochowie, zm. prawdopodobnie w 1943 w Warszawie) – nauczyciel, dziennikarz, działacz syjonistyczny w ramach Ha-Szomer Ha-Cair. Kolaborant pod okupacją niemiecką, kierownik Urzędu do Walki z Lichwą i Spekulacją w getcie warszawskim.

## Życiorys
Gancwajch uzyskał tradycyjną edukację żydowską, miał dyplom rabina. Przed wojną był nauczycielem hebrajskiego i działaczem syjonistycznym. Zajmował się również dziennikarstwem, współpracując z prasą lokalną, m.in. jako korespondent z Belgii. W Wiedniu był współpracownikiem antyhitlerowskiego periodyku, w którym był specjalistą od spraw żydowskich. Wśród współpracowników pisma był jego przyjaciel, Ohlenbusch, będący szpiegiem niemieckim.
Przed 1937 przeprowadził się do Łodzi (mieszkał przy ul. Gdańskiej 65), gdzie wydawał pismo Wolność prenumerowane przez wielu Żydów. Po zajęciu Łodzi przez Niemców (8 września 1939) wszyscy abonenci Wolności zostali zatrzymani. Gancwajch nie został jednak aresztowany, a Ohlenbusch zabrał go do Warszawy, gdzie w 1940 znalazł się w tamtejszym getcie. Dzięki przyjaźni z nim otrzymał tam rozmaite koncesje, m.in. na administrowanie ponad stu budynkami. Posiadał też licencję na jedyne w getcie biuro afiszowe. Nie musiał nosić opaski z Gwiazdą Dawida, w każdej chwili, za zgodą Gestapo, mógł z getta przejść na stronę „aryjską”.
W getcie warszawskim został kierownikiem Urzędu do Walki z Lichwą i Spekulacją (tzw. Trzynastki). Kierował także organizacją Żagiew.
Wyrok na niego wydało podziemie żydowskie i polskie, jednak nie udało się go wykonać. Prawdopodobnie został zabity przez Niemców w 1943, ale jego los nie jest znany. Plotki o jego losach powojennych (miał rzekomo współpracować z NKWD albo wyemigrować do Izraela) nie zostały potwierdzone.